# Robert Kent
Pour les articles homonymes, voir Kent (homonymie).
Robert Kent, né le 3 décembre 1908 et mort le 4 mai 1955, est un acteur américain. Durant sa carrière il a tenu de nombreux premiers rôles dans des serials dans les années 1940.
Il s'est marié en 1937 au Mexique avec l'actrice Astrid Allwyn, dont il a divorcé trois ans plus tard. À la fin de sa vie il a souffert d'alcoolisme, et il meurt d'une occlusion coronaire à l'âge de 46 ans.

## Filmographie partielle
- 1934 : One Hour Late (en) de Ralph Murphy
- 1935 : Ultime Forfait (Four Hours to Kill!) de Mitchell Leisen
- 1936 : Reunion de Norman Taurog

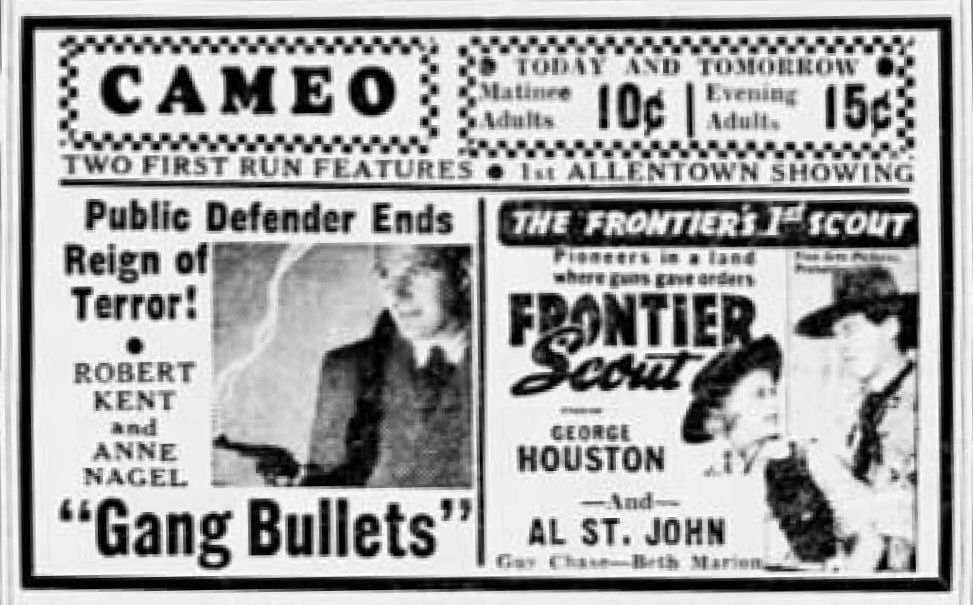
Robert Kent à l'affiche de Gang Bullet en 1938.

- 1936 : The Crime of Dr. Forbes de George Marshall
- 1936 : Fossettes de William A. Seiter
- 1937 : Charlie Chan at Monte Carlo d'Eugene Forde
- 1937 : Nancy Steele a disparu de George Marshall
- 1937 : That I May Live d'Allan Dwan
- 1938 : M. Moto court sa chance de Norman Foster
- 1938 : Gang Bullets (en) de Lambert Hillyer
- 1939 : André Hardy s'enflamme de W. S. Van Dyke
- 1939 : Sous faux pavillon de John H. Auer
- 1939 : Le Secret du docteur Kildare de Harold S. Bucquet
- 1939 : Un pensionnaire sur les bras de David Butler
- 1942 : Stagecoach Express de George Sherman
- 1943 : Find the Blackmailer (en) de D. Ross Lederman
- 1945 : What Next, Corporal Hargrove? de Richard Thorpe
- 1949 : Plaisirs interdits de Sam Newfield
- 1954 : Une fille de la province de George Seaton
- 1956 : L'Infernale Poursuite de Francis D. Lyon